# Nadija Svitlyčna
Nadija Aleksejevna Svitlyčna ukrajinsky Надія Олексіївна Світлична (8. listopadu 1936, Tolokivka, Starobilský rajón, (Luhanská oblast) – 8. srpna 2006, Matawan New Jersey) byla ukrajinská filoložka, učitelka, ředitelka střední školy, knihovnice, editorka, překladatelka, příslušnice kulturního hnutí Šedesátníků, lidskoprávní aktivistka, disidentka, politická vězenkyně, emigrantka a zahraniční členka Ukrajinské Helsinské skupiny v USA, redaktorka Radia Svoboda, editorka časopisu Вісник репресій в Україні.
Obdržela Řád za odvahu 1. třídy, Řád kněžny Olgy III. třídy, Cenu Vasyla Stuse (1992) a Národní cenu Tarase Ševčenka (1994). Její starší bratr byl disident Ivan Svitlyčnyj.

## Život
Nadija Svitlyčna pocházela z rolnické rodiny ve vesnici Tolokivka, (Luhanská oblast). Měla staršího bratra Ivana (1929-1992) a sestru Marii (1932). Absolvovala Starobilskou střední školu, která tehdy jako jediná v celém rajónu učila v ukrajinštině. V letech 1953-1958 studovala filologii na Katedře ukrajinského jazyka a literatury Charkovské univerzity a poté pracovala 4 roky jako učitelka a ředitelka střední průmyslové školy v hornickém městě Antracyt.
V letech 1962-1963 učila ruskou literaturu na Starobilské zdravotní škole a pracovala jako knihovnice v obcích Baydivka a Polovynkyne. Roku 1964 se přestěhovala do Kyjeva do jednopokojového bytu ke svému bratrovi Ivanovi a jeho ženě Leonidě. Stala se editorkou vydavatelství Republikánské zemědělské střední školy a editorkou pedagogického nakladatelství Osvita (tehdy Радянська школа). Překládala z ruštiny pro časopisy «Легка промисловість» і «Деревообробна промисловість» a pracovala jako výzkumník na Pedagogickém Institutu. Měla večerní přednášky v kyjevské čtvrti Darnycia a zpívala ve sboreu Žajvoronok, později etnografickém sboru Homin.
Během represí proti Šedesátníkům v polovině 60. let pracovala v Doněcké oblasti se skupinou umělců vedených G. Synycií, spolu s Allou Horskou, H. Zubčenko, O. Korovajem, I. Kulikem a G. Marčenkem. Spolu se svým bratrem Ivanem vedla v Kyjevě Klub tvořivé mládeže "Сучасник", kde se seznámila s mnoha disidenty. KGB se o ni začala zajímat, když se 22. května 1967 zúčastnila vzpomínkové akce u hrobu Tarase Ševčenka. Na nátlak KGB se musela vzdát práce v Pedagogickém institutu. Od roku 1967 pracovala se skupinou výtvarníků na mozaikách v Mariupolu. V letech 1968-1972 vedla závodní knihovnu mrazíren v Kyjevě. Spolu s bratrem Ivanem, I. Dzjubou a L. Kostenko odeslala dopis Petro Šelestovi protestující proti vykonstruovanému obvinění Vjačeslava Čornovila a v listopadu 1967 se zúčastnila jeho procesu.
V prosinci 1970 spolu s Jevhenem Sverstjukem nalezla ve Vasylkivu tělo zavražděné Ally Horske a organizovala její pohřeb i zhotovení památníku. V té době se věnovala šíření samizdatu, přepisovala díla zakázaných autorů, vydala memoáry Danylo Šumuka, pořídila fotografický archiv díla Vasyla Symonenka a organizovala literární večery s díly zakázaných autorů ve školách, knihovnách a na venkově.
Od ledna 1972, během vlny zatýkání, byla opakovaně předvolána jako svědek k výslechu na KGB v souvislosti se zatčením jejího bratra Ivana a dalších disidentů. V té době měla doma dvouletého syna Jarema a KGB po ní požadovala informaci, komu svěří syna do opatrování. Po dvou měsících výslechů u ní KGB provedla domovní prohlídku a zabavila 1 800 písemností, včetně samizdatu Fenomén doby Vasyla Stuse, Katarakt M. Osadčyho, Technologie moci Abdurachmana Avtorchanova nebo memoárů D. Šumuka. Byla obviněna, 18. května 1972 zatčena a déle než rok držena ve vazební věznici KGB. Syna přemístili do sirotčince, ale nakonec se rodině podařilo ho vyzvednout a odvézt k babičce. Ve dnech 23.-24. května 1973 Svitlyčnou kyjevský soud za tzv. "antisovětskou agitaci a propagandu" (viz "přiznání") poslal na 4 roky do pracovního tábora s přísným režimem. Během věznění v táboře ZhKh-385/3 v Baraševu v Mordvinsku se účastnila táborových protestů a hladovek.
Roku 1976 byla propuštěna a transportována do Luhansku. Součástí jejího trestu ale nebylo vyhnanství a proto trvala na návratu do Kyjeva. Nedostala však "povolení k pobytu" v Kyjevě a nesehnala zde zaměstnání. Uchýlila se spolu se svým synem k manželce svého vězněného bratra Leonidě Svitlyčné, kde opakovaně dostávala pokuty za "porušení vízového režimu". 10. prosince 1976 napsala dopis Ústřednímu výboru Komunistické strany Ukrajiny, ve kterém protestovala proti pronásledování a věznění ukrajinských zastánců lidských práv a vzdala se sovětského občanství. V dopisu napsala: "Je pod lidskou důstojnost, po všem co jsem zažila, být občanem největšího, nejmocnějšího a nejdokonalejšího koncentračního tábora na světě". Odmítla zaměstnání na Státní hudební akademii a nastoupila jako vrátná v mateřské školce, kde povolení k pobytu nebylo požadováno. Roku 1977 se provdala za Pavlo Stokotelného a získala povolení k pobytu v Kyjevě. Zúčastnila se jako svědek procesu s M. Matusevyčem a M. Marynovyčem a její vystoupení KGB opět označila za "antisovětskou propagandu". Po dalším výslechu ztratila i zaměstnání vrátné.
V květnu 1978 se jí narodil syn Ivan. V říjnu 1978 dostala povolení vycestovat ze Sovětského svazu s oběma syny. Vydala se nejprve do Říma na audienci u papeže Pavla VI. a odtud do Spojených států. Její muž dostal povolení vycestovat a spojit se s manželkou a dětmi v USA po roce a půl. Žili postupně ve Filadelfii, Newarku, Irvingtonu a Matawanu. Nadija pracovala v Ukrajinském museu v New Yorku a jako překladatelka na Harvard University, jako zahraniční členka Ukrajinské Helsinské skupiny, editorka ženského časopisu Vira a psala články pro Bulletin of repressions in Ukraine.
Vydala knížku o Juriji Lytvynovi (1980) a sbírku veršů Vasyla Stuse Palimpsests (1986). V letech 1983-1994 pracovala v ukrajinské redakci Radia Svoboda a byla editorkou časopisu Hope (Naděje). Od roku 1990 přijížděla inkognito na Ukrajinu, zúčastnila se studentské hladovky a chodila na Majdan. Když jí byla roku 1994 udělena Ševčenkova cena, oznámila založení Nadace Muzea šedesátých let (HOMSH) a věnovala nadaci svůj podíl z ceny. Když zemřel její bratr Ivan, připravila s vdovou I. Svitlyčnou vydání sbírky jeho veršů "Mám jen slovo" (1994), knihu vzpomínek na I. Svitlyčného „Dobrookyj“ (1998) a knihu jeho dopisů z tábora „Nenapsané dopisy nepřicházejí“.
Zemřela 8. srpna 2006, krátce před svými 70. narozeninami.
Po smrti byl tělo Nadiji Svitlyčné převezeno na Ukrajinu a 17. srpna 2006 proběhlo rozloučení v Chrámu svatého Vladimíra v Kyjevě za přítomnosti prezidenta Viktora Juščenka. Je pohřbena na Bajkovském hřbitově v Kyjevě.

### Ocenění
- 1992 Cena Vasyla Stuse
- 1994 Národní cena Tarase Ševčenka
- 2005 Řád kněžny Olgy III. třídy
- 2006 Řád za odvahu 1. třídy
- 2023 ulice Nadiji Svitlyčné v Kramatorsku
- 2023 alej Nadiji Svitlyčné v Kyjevě
- ulice Nadiji Svitlyčné, Smila

#### Poznámka
1. ↑  Přiznávám se k tomu, že jsem s vyšším vzděláním, s určitými životními zkušenostmi věřila v zákony, které nebyly ve vzájemném souladu, věřila jsem, že Ústava SSSR je nejvyšší zákon, ale není, protože se neustále porušuje. Slibuji, že až budu propuštěna s malým dítětem, nebudu číst protisovětskou literaturu. Nemohu přísahat, že nebudu číst vůbec nic, protože jsem gramotný člověk a není jasné, jaké je kritérium: co se smí a nesmí číst